# 静岡市立高松中学校
静岡市立高松中学校（しずおかしりつ たかまつちゅうがっこう）は、静岡県静岡市駿河区登呂四丁目にある公立中学校。

## 特色
- 駿河区の中心に位置する。学区は静岡駅南口付近から登呂遺跡南側まで南北に長い。
- 短期間（1978年 - 1979年）ではあったが、静岡県一のマンモス校となったこともあった。現在では学区の分割（後述）および少子化により、生徒数は減少している。
- 運動部は県大会で優勝するなど優秀な成績を残している。

## 沿革

### 経緯
新学制となり、静岡市では新制中学校を小学校に併設するケースが多かった。その後小学校2、3校に1校の割合で中学校を設置することになり、中学校の統合が相次いだ。久能中学校、大谷中学校も小学校に併設されていたが、両校の学区を合わせて1つの中学校を設置することになった。しかし、両校学区の中には校舎建築に適した土地がなく、当時大里中学校区（大里東地区）だった静岡市高松700番地（現：駿河区登呂四丁目）に建設することになった。その際、当時西豊田中学校（現：静岡市立豊田中学校）区だった森下地区も学区に加えられた。なお、現在の大谷（一部を除く）、久能、大里東地区は、静岡市立南中学校（1980年開校）の学区となっている。

### 年表
- 1949年 - 市立久能中学校、市立大谷中学校を統合し、静岡市立高松中学校として開校。学区は旧久能中、旧大谷中のほか、旧西豊田中、大里中学区の各一部からも編入。
- 1952年 - 校旗、校歌制定。
- 1962年 - 女子生徒の制服を現在の型に統一。
- 1973年 - 住居表示の実施により、所在地の表示が高松から登呂四丁目となる。
- 1980年 - 市立南中学校の新設に伴う学区の分割。
- 1985年 - 新体育館完成
- 1999年 - 新校舎完成

## 小学校の学区
- 静岡市立森下小学校
- 静岡市立南部小学校（駿河区中田三丁目・四丁目のそれぞれ一部は大里中学校への変更可）
- 静岡市立富士見小学校（SBS通り（南中央通り）以北を除く）

## 部活動
- 野球部
- 陸上競技部
- サッカー部
- 男子・女子テニス部
- 男子・女子卓球部
- 吹奏楽部
- 美術部
- 剣道部
- 男子・女子バスケット部
- 男子・女子バレー部

## アクセス
- しずてつジャストラインみなみ線 ポリテクセンター静岡バス停から徒歩7分
- しずてつジャストライン県立病院高松線 富士見台・駿河総合高校入口バス停から徒歩10分

## 関係者
出身者
- 石山建一 - 巨人軍編成本部長補佐、元プリンスホテル・早大野球部監督
- 大石大二郎 - 元プロ野球選手、監督
- 松島英雄 - 元プロ野球選手
- 石野卓球 - 電気グルーヴのメンバー
- 稲葉和世 - 元競泳選手、モントリオール五輪に出場